# Behavior Genetics
Behavior Genetics (ISSN: 0001-8244) — международный рецензируемый научный журнал по психогенетике, посвящённый проблемам наследования поведения животных и человека, этологическим вопросам генетики. Официальное издание Ассоциации генетики поведения. Издаётся концерном Springer Science+Business Media. Основан в 1970 году.

## История
Журнал основан в 1970 году американским биологом Стивеном Ванденбергом (1915—1992). Реферируется в Biological Abstracts/BIOSIS Previews, CAB Abstracts, Current Awareness in Biological Sciences, Current Contents/Social & Behavioral Sciences and Life Sciences, EMBASE, PsycINFO, PubMed/MEDLINE, Science Citation Index, Scopus, Social Sciences Citation Index и The Zoological Record.
Индекс цитирования (импакт фактор) равен  3,0 (2010). В 2010 году среди этологических журналов занимал 16 место (из 48, согласно ISI Journal Citation Reports Ranking), а в разделе журналов по генетике — 67 (из 156). В марте 2012 году вышел 42-й том.

## ISSN
- 0001-8244 (Print)
- 1573-3297 (Online)